# Kaltekah
Kaltekah (persiska: كلتكه) är en ort i Iran.   Den ligger i provinsen Zanjan, i den nordvästra delen av landet, 300 km väster om huvudstaden Teheran. Kaltekah ligger 1 871 meter över havet och antalet invånare är 112.
Terrängen runt Kaltekah är lite bergig. Runt Kaltekah är det ganska glesbefolkat, med 47 invånare per kvadratkilometer. Närmaste större samhälle är Kahrīz Beyk, 5,9 km väster om Kaltekah. Trakten runt Kaltekah består i huvudsak av gräsmarker.